# Velké Poříčí
Velké Poříčí är en köping i Tjeckien. Den ligger i den nordöstra delen av landet, 130 km öster om huvudstaden Prag. Velké Poříčí ligger 360 meter över havet och antalet invånare är 2 275.
Terrängen runt Velké Poříčí är kuperad åt sydost, men åt nordväst är den platt. Velké Poříčí ligger nere i en dal. Runt Velké Poříčí är det ganska tätbefolkat, med 149 invånare per kvadratkilometer. Närmaste större samhälle är Náchod, 5,3 km söder om Velké Poříčí. Omgivningarna runt Velké Poříčí är en mosaik av jordbruksmark och naturlig växtlighet.